# Greg
Michel Regnier (Ixelles, Bélgica, 5 de mayo de 1931 - 29 de octubre de 1999), conocido por el seudónimo de Greg, fue un autor de historietas, guionista y dibujante belga, creador del personaje Aquiles Talón.

## Biografía
Greg pasó su infancia en Herstal, cerca de Lieja. Publicó su primera revista, Le Journal de Nouny, en 1943. Poco después creó para la revista belga Vers l'Avenir Les Aventures de Nestor et Boniface, y para Heroïc-Albums Le Chat (1953-1956), con el pseudónimo de Michel Denys.
A partir de 1954 comenzó a trabajar para la revista Spirou, donde su estilo se vio muy influenciado por el de André Franquin. En 1955 creó su propia revista, Paddy, para la que produjo varias series, y colaboró con otras publicaciones, como Récreation o Libre Junior. Colaboró con Franquin a partir de 1957 escribiendo los guiones de las historietas de la serie Modeste et Pompon, que se publicaban en la revista Tintín, y los de algunas aventuras de Spirou y Fantasio, a partir de 1958.
Creó a su personaje más conocido, Aquiles Talón, en noviembre de 1963, para la revista francesa Pilote.
Trabajó como guionista de varias series, realizadas por distintos dibujantes, como Bernard Prince (1966) y Comanche (1969) para Hermann; Luc Orient (1967) para Eddy Paape; Bruno Brazil, para William Vance; Olivier Rameau (1968) para Dany, y muchas otras. Intervino también en la adaptación al cine de animación de algunos álbumes de Tintín. Entre 1965 y 1974 fue redactor en jefe de la revista Tintín. En 1975 se convirtió en el director literario de la editorial Dargaud, y lanzó la revista Achille Talon Magazine, que publicó sólo seis números.
A finales de los 70 se trasladó a Estados Unidos como representante de Dargaud. A mediados de la década siguiente regresó a Francia, donde permaneció hasta su muerte, el 29 de octubre de 1999.

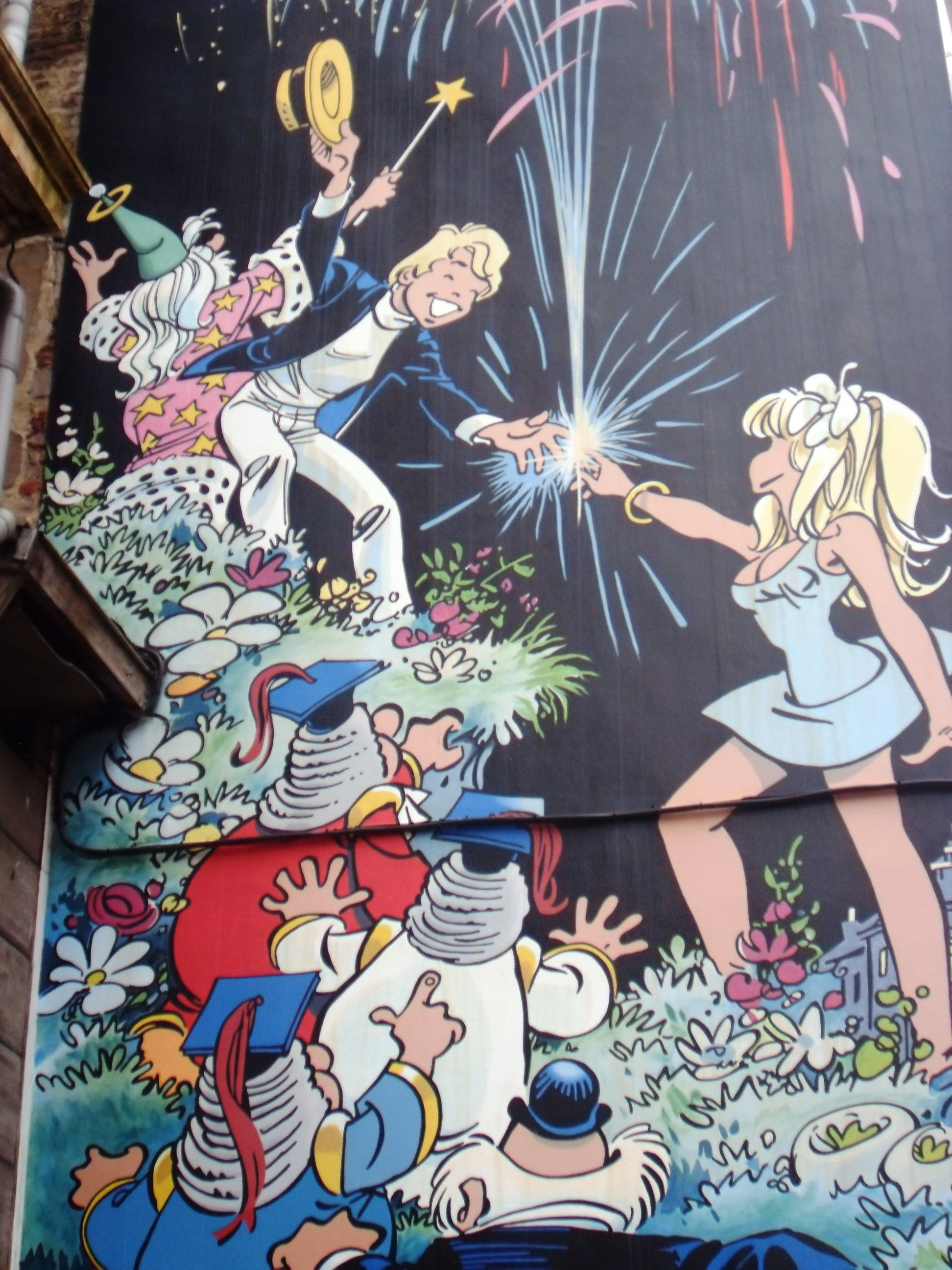
El mundo de Olivier Rameau (como el del Mago de Oz) representado en un mural de Bruselas.